# Archiphilopotamus
Archiphilopotamus is een geslacht van schietmotten van de familie Philopotamidae.

## Soorten
- A. luxus ID Sukatsheva, 1985
- A. maneus ID Sukatsheva, 1985